# Ostiano
Ostiano is een gemeente in de Italiaanse provincie Cremona (regio Lombardije) en telt 3054 inwoners (31-12-2004). De oppervlakte bedraagt 19,4 km², de bevolkingsdichtheid is 159 inwoners per km².

## Demografie
Ostiano telt ongeveer 1213 huishoudens. Het aantal inwoners daalde in de periode 1991-2001 met 1,5% volgens cijfers uit de tienjaarlijkse volkstellingen van ISTAT.
| Jaar | Inwoneraantal |
| ---- | ------------- |
| 1991 | 3063          |
| 2001 | 3018          |

## Geografie
Ostiano grenst aan de volgende gemeenten: Gabbioneta-Binanuova, Gambara (BS), Pessina Cremonese, Pralboino (BS), Seniga (BS), Volongo.

## Geboren in Ostiano
- Bartolommeo Manfredi (ca. 1587-ca. 1620-1621), schilder

## Externe link

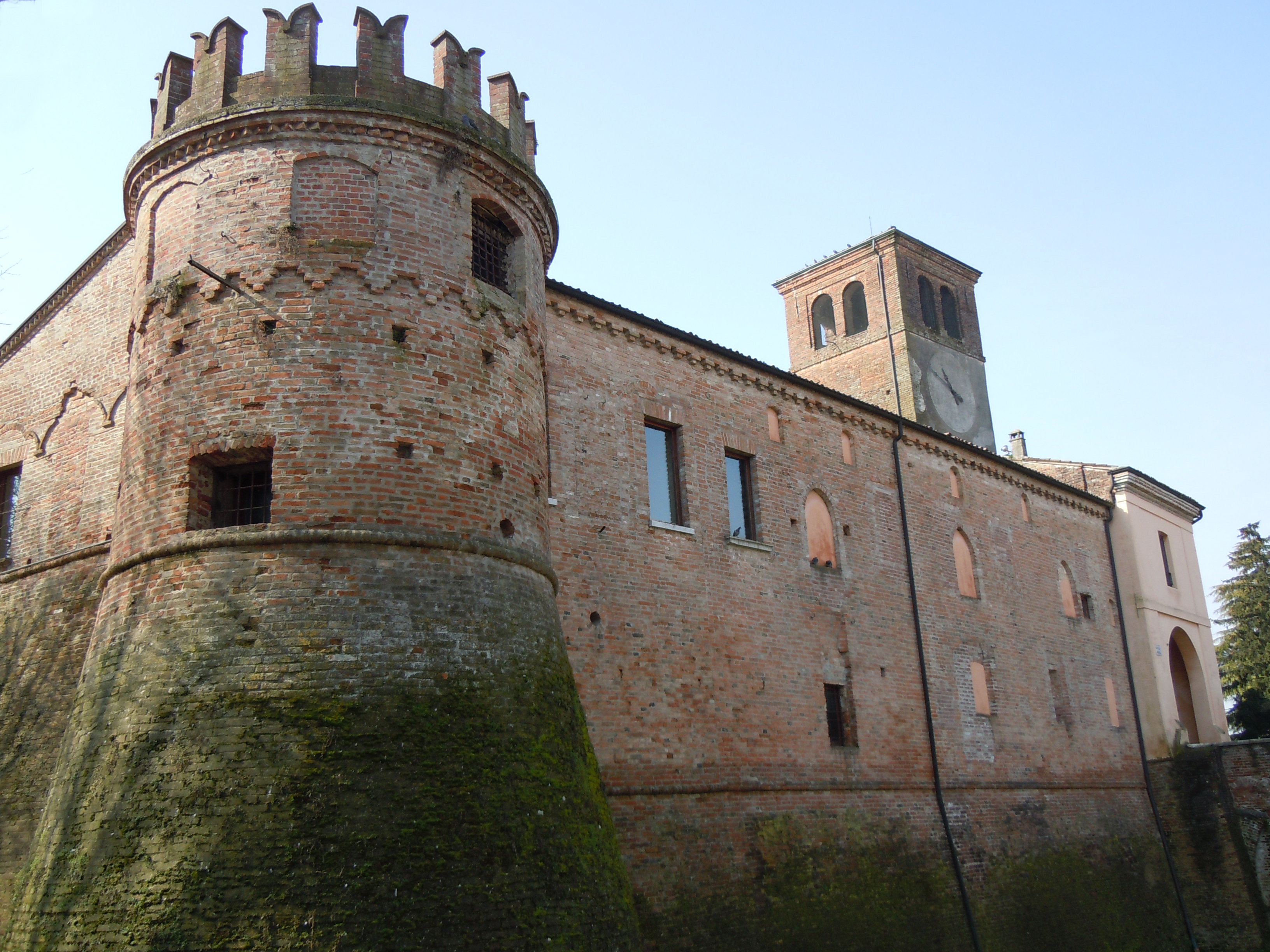
Kasteel